# Мелбурн Бич (Флорида)
Мелбурн Бич (енгл. Melbourne Beach) град је у америчкој савезној држави Флорида. По попису становништва из 2010. у њему је живело 3.101 становника.

## Демографија
Према попису становништва из 2010. у граду је живело 3.101 становника, што је 234 (7,0%) становника мање него 2000. године.
| Група             | 2000.         | 2010.         |
| Белци             | 3.188 (95,6%) | 2.919 (94,1%) |
| Афроамериканци    | 3 (0,1%)      | 14 (0,5%)     |
| Азијати           | 33 (1,0%)     | 34 (1,1%)     |
| Хиспаноамериканци | 76 (2,3%)     | 100 (3,2%)    |
| Укупно            | 3.335         | 3.101         |